# Skoki do wody na Letnich Igrzyskach Olimpijskich 2024 – wieża 10 m synchronicznie kobiet
Konkurs kobiet w synchronicznych skokach do wody z wieży 10 m podczas XXXIII Letnich Igrzysk Olimpijskich w Paryżu odbył się w dniu 31 lipca 2024. Do rywalizacji przystąpiło 16 sportowców z 8 krajów. Areną zawodów było Olimpijskie Centrum Wodne w Saint-Denis. Mistrzyniami olimpijskimi zostały Chinki Chen Yuxi i Quan Hongchan, wicemistrzyniami Koreanki z północy Kim Mi-rae i Jo Jin-mi, a brąz zdobyły Brytyjki Andrea Spendolini-Sirieix i Lois Toulson.
Był to VII olimpijski konkurs synchronicznych skoków do wody z wieży 10 m kobiet.

## Terminarz
godziny zostały podane w czasie CEST
| Data          | Godzina | Runda |
| ------------- | ------- | ----- |
| 31 lipca 2024 | 11:00   | Finał |

## System rozgrywek
Konkurs składał się z jednej rundy, w której zawodniczki miały do oddania pięć skoków, z których każdy musiał należeć do innej z sześciu grup:
- skok w przód
- skok w tył
- delfin
- auerbach
- śruba
- skok ze stania na rękach[1]

Pozycja była ustalona według sumy ocen za wszystkie 5 skoków.

## Wyniki
| złoto  | Chen Yuxi Quan Hongchan                | Chiny             | 56.40 | 54.60 | 80.10 | 85.44 | 82.56 | 359.10 |
| srebro | Kim Mi-rae Jo Jin-mi                   | Korea Północna    | 46.80 | 46.20 | 69.30 | 75.84 | 77.76 | 315.90 |
| brąz   | Andrea Spendolini-Sirieix Lois Toulson | Wielka Brytania   | 48.60 | 48.60 | 60.30 | 69.12 | 77.76 | 304.38 |
| 4      | Caeli McKay Kate Miller                | Kanada            | 49.20 | 44.40 | 69.30 | 68.16 | 68.16 | 299.22 |
| 5      | Gabriela Agúndez Alejandra Orozco      | Meksyk            | 47.40 | 47.40 | 67.50 | 62.40 | 72.96 | 297.66 |
| 6      | Delaney Schnell Jessica Parratto       | Stany Zjednoczone | 46.20 | 43.80 | 61.20 | 70.08 | 66.24 | 287.52 |
| 7      | Ksenija Bajło Sofija Łyskun            | Ukraina           | 48.00 | 48.00 | 59.64 | 68.16 | 61.20 | 285.00 |
| 8      | Jade Gillet Emily Hallifax             | Francja           | 47.40 | 45.00 | 53.76 | 37.80 | 50.88 | 234.84 |